# Gynoplistia varipes
Gynoplistia varipes är en tvåvingeart som beskrevs av Alexander 1929. Gynoplistia varipes ingår i släktet Gynoplistia och familjen småharkrankar. Inga underarter finns listade i Catalogue of Life.